# Кальба Мирослав
Мирослав Кальба (псевдо: «Яструб»; 1 лютого 1916, с. Мозолівка, нині Підгаєцька міська громада, Тернопільський район, Тернопільська область — 21 січня 2013, м. Детройт, США) — четар легіону «Нахтігаль», вояк УПА, активний діяч українських ветеранських організацій, автор та упорядник спогадів про Дружини українських націоналістів. За фахом — інженер-агроном.

## Життєпис
Народився у селі Мозолівка (нині Підгаєцька міська громада, Тернопільський район, Тернопільська область).
Навчався у Бережанській і Рогатинській гімназіях.
В 1932 році вступив до юнацтва ОУН, а з 1934-го — дійсний член організації. Під час польсько-німецької війни потрапив у німецький полон, де перебував до січня 1941 року. Після звільнення проводив військовий вишкіл молоді у Любліні (Польща). У цьому ж році вступає до Дружини українських націоналістів, де стає четарем в легіоні «Нахтігаль». У 1943 році на Жовківщині займався вишколом сотні УПА.
В липні 1944 року ця сотня перейшла до лісового масиву на території Яворівського військового полігону і 20 липня разом з сотнями «Залізняка» (командир — Іван Шпонтак), «Ема» (командир — Дмитро Пелип) та боївками підпільної сітки ОУН (разом — більше 1000 бійців) здійснила на проміжку між Креховом й Жовквою спільний перехід німецько-радянської лінії фронту.
У 1944 році емігрував до Німеччини, а у 1949 — до США, де й проживав до смерті. Був активним діячем українських ветеранських організацій, часто виступав організатором зборів колишніх вояків ДУН.

## Праці
- «У лавах дружинників. Спогади»;
- «Нахтігаль» (Курінь Дружин українських націоналістів) — у світі фактів і документів";
- «Дружини українських націоналістів» у 1941—1943 рр.";
- «Нахтігаль, український батальйон 1941 р.»;
- «Ми присягали Україні» та «ДУН у розбудові УПА»;
- «Нахтігаль в запитаннях і відповідях».[3]